# British Commonwealth Games 1974
Die British Commonwealth Games 1974 waren die zehnte Ausgabe jener Veranstaltung, die heute unter dem Namen Commonwealth Games bekannt ist. Sie fanden vom 24. Januar bis 2. Februar 1974 in der neuseeländischen Stadt Christchurch statt.
Ausgetragen wurden 121 Wettbewerbe in den Sportarten Badminton, Bowls, Boxen, Gewichtheben, Leichtathletik, Radfahren, Ringen, Schießen und Schwimmen (inkl. Wasserspringen). Es nahmen 1276 Sportler aus 38 Ländern teil. Hauptwettkampfort war der Queen Elizabeth II Park.
Aus Anlass dieser Spiele gab es in Neuseeland erstmals Fernsehübertragungen in Farbe.

## Teilnehmende Länder

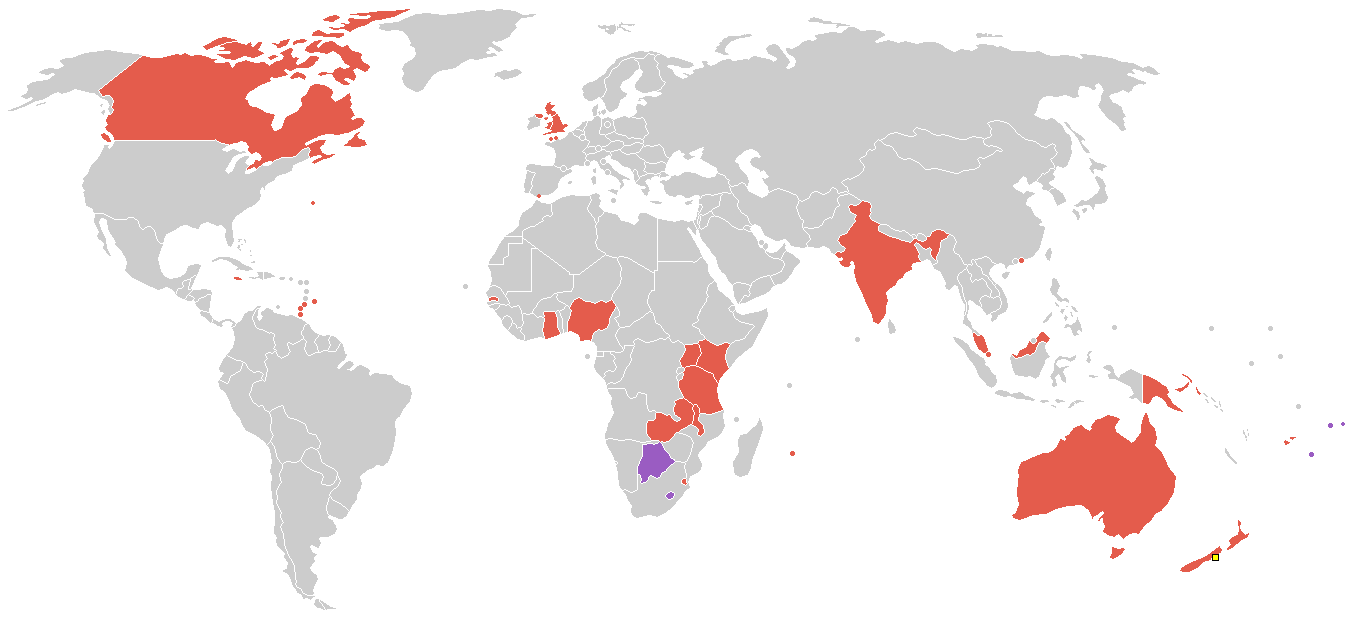
Teilnehmende Länder (violett: erstmalige Teilnahme)

- Australien
- Barbados
- Bermuda
- Botswana
- Cookinseln
- England
- Fidschi
- Gambia
- Ghana
- Gibraltar
- Grenada
- Guernsey
- Hongkong
- Indien
- Isle of Man
- Jamaika
- Jersey
- Kanada
- Kenia
- Lesotho
- Malawi
- Malaysia
- Mauritius
- Neuseeland
- Nigeria
- Nordirland
- Papua-Neuguinea
- Sambia
- Schottland
- Singapur
- St. Vincent und die Grenadinen
- Swasiland
- Tansania
- Tonga
- Trinidad und Tobago
- Uganda
- Wales
- Westsamoa

## Sportarten
- Badminton
- Bowls
- Boxen
- Gewichtheben
- Leichtathletik
- Radsport
- Ringen
- Schießen
- Schwimmen
- Wasserspringen

## Medaillenspiegel
| Platz | Land                           | Gold | Silber | Bronze | Gesamt |
| ----- | ------------------------------ | ---- | ------ | ------ | ------ |
| 1     | Australien                     | 29   | 28     | 25     | 82     |
| 2     | England                        | 28   | 31     | 21     | 80     |
| 3     | Kanada                         | 25   | 19     | 18     | 62     |
| 4     | Neuseeland                     | 9    | 8      | 18     | 35     |
| 5     | Kenia                          | 7    | 2      | 9      | 18     |
| 6     | Indien                         | 4    | 8      | 3      | 15     |
| 7     | Schottland                     | 3    | 5      | 11     | 19     |
| 8     | Nigeria                        | 3    | 3      | 4      | 10     |
| 9     | Nordirland                     | 3    | 1      | 2      | 6      |
| 10    | Uganda                         | 2    | 4      | 3      | 9      |
| 11    | Jamaika                        | 2    | 1      | -      | 3      |
| 12    | Wales                          | 1    | 5      | 4      | 10     |
| 13    | Ghana                          | 1    | 3      | 5      | 9      |
| 14    | Sambia                         | 1    | 1      | 1      | 3      |
| 15    | Malaysia                       | 1    | -      | 3      | 4      |
| 16    | Tansania                       | 1    | -      | 1      | 2      |
| 17    | St. Vincent und die Grenadinen | 1    | -      | -      | 1      |
| 18    | Trinidad und Tobago            | -    | 1      | 1      | 2      |
| 18    | Westsamoa                      | -    | 1      | 1      | 2      |
| 20    | Singapur                       | -    | -      | 1      | 1      |
| 20    | Swasiland                      | -    | -      | 1      | 1      |